# 中沢青六
中沢 青六（なかざわ せいろく、1954年3月6日 - ）は日本の俳優。東京都出身。

## 出演

### テレビドラマ
- 火曜サスペンス劇場
  - 「松本清張の交通事故死亡1名」（1982年12月7日、日本テレビ）
  - 「松本清張スペシャル・わるいやつら」（1985年4月2日、日本テレビ） - 南横浜署刑事役
- 仮面ライダーシリーズ
  - 仮面ライダーキバ（2008年、テレビ朝日） - そばや店主役
  - 仮面ライダードライブ （2015年、テレビ朝日） - 橘真伍 役
- 連続テレビ小説　ゲゲゲの女房（2010年、NHK） - 石田役
- さよならぼくたちのようちえん（2011年3月30日、日本テレビ）
- 相棒 Season 10 第4話「ライフライン」（2011年11月9日、テレビ朝日） - 須磨賢太郎役
- 愛・命 〜新宿歌舞伎町駆け込み寺〜（2011年12月17日、テレビ朝日）
- まほろ駅前番外地 第1話（2013年1月11日、テレビ東京） - 解体屋の男役

### 映画
- ツィゴイネルワイゼン（1980年月）
- 陽炎座（1981年8月）
- 二十世紀少年読本（1989年11月）
- われに撃つ用意あり（1990年11月）
- KAMIKAZE TAXI（1995年4月）
- ゴジラシリーズ
  - ゴジラvsデストロイア（1995年12月） - 海底トンネル班長 役[1]
  - ゴジラ2000 ミレニアム（1999年12月） - 下町のオヤジ 役[1]
- ビリケン（1996年8月）
- スワロウテイル（1996年9月）
- 傷だらけの天使（1997年4月）
- ポルノスター　- ダフ屋 役
- 愚か者 傷だらけの天使（1998年6月）
- 流★星（1999年1月）
- ざわざわ下北沢（2000年7月）
- 痴漢電車 秘芯まさぐる（2002年5月）
- この世の外へ クラブ進駐軍（2004年2月）
- 亡国のイージス（2005年8月） - 酒井宏之 役
- フレフレ少女（2008年10月） - 北村 役
- THE CODE/暗号（2009年5月） - 探偵508 役
- ウルトラミラクルラブストーリー（2009年6月）
- 黄金花〜秘すれば花、死すれば蝶〜（2009年11月） - 板前老人
- まほろ駅前多田便利軒(2011年） - バスの運転手
- 大鹿村騒動記（2011年）
- 11・25自決の日　三島由紀夫と若者たち（2012年）

### オリジナルビデオ
- ドライブサーガ 仮面ライダーマッハ/仮面ライダーハート （2016年） - 橘真伍 役